# Walther Kranz
Walther Kranz (Georgsmarienhütte, Osnabrück, 23 novembre 1884 – Bonn, 18 settembre 1960) è stato un filologo classico e storico della filosofia tedesco.

## Biografia
È stato colui che ha proseguito l'impresa di Hermann Diels, curando le edizioni posteriori al 1934 di Die Fragmente der Vorsokratiker (I frammenti dei Presocratici), che, per questo, recano la doppia paternità: Diels-Kranz. L'opera rappresenta una raccolta dei frammenti dei filosofi presocratici pervenuti attraverso fonti indirette e ricostruiti grazie a un lavoro filologico da parte dei due studiosi tedeschi.